# Ferenc Rudas
Ferenc Rudas   (Budapest, 6 de juliol de 1921 - Budapest, 11 de febrer de 2016) fou un futbolista hongarès de la dècada de 1940. Fou 23 cops internacional amb la selecció hongaresa. Pel que fa a clubs, defensà els colors de Ferencvárosi TC.